# Dorothy Bernard
Dorothy Bernard, all'anagrafe Nora Dorothy Bernard (Port Elizabeth, 25 giugno 1890 – Hollywood, 14 dicembre 1955), è stata un'attrice statunitense.
Il suo primo film risale al 1908 con David W. Griffith col quale lavorò in 25 pellicole: nel corso della sua carriera, girò 84 film muti fino al 1921.

## Biografia
Era nata Nora Dorothy Bernard a Port Elizabeth, in Sudafrica, da William H. Bernard e Roy Elizabeth Ayrd. Suo padre era neozelandese (era di Auckland) e sua madre irlandese. Benché la data di nascita di Dorothy Bernard in molti biografie venga fatta risalire al 25 luglio 1890, il suo certificato di morte e il passaporto riportano entrambi la data del 25 giugno 1890.
Dorothy passò la sua infanzia a Portland, dove suo padre lavorava in una compagnia teatrale. Da bambina, l'attrice apparve in numerose commedie della Baker Theater Company sotto il nome di "Dot Bernard". Il padre si era risposato con l'attrice Nam Ramsey. Nel 1905, la famiglia si trasferì a Los Angeles dove William H. Bernard diventò manager del teatro di Belasco.
Dorothy Bernard, il 5 luglio 1909 si sposò a Washington con l'attore A.H. Van Buren (1879–1965). Dal matrimonio nacque una figlia, Marjorie "Midge" Van Buren, nata il 30 giugno 1910 a Jamaica (New York).
Negli anni cinquanta, lavorò in televisione per dei film a episodi, l'ultimo dei quali, The Adventure of Dr. Fu Manchu, uscì nel 1956, l'anno dopo la sua morte, sopraggiunta nel 1955 a Hollywood per un attacco cardiaco.

## Filmografia

### Cinema
- A Woman's Way, regia di David W. Griffith (1908)
- An Awful Moment, regia di David W. Griffith (1908)
- The Cord of Life, regia di David W. Griffith (1909)
- The Girls and Daddy, regia di David W. Griffith (1909)
- Lady Helen's Escapade, regia di David W. Griffith (1909)
- The Cricket on the Hearth, regia di David W. Griffith (1909)
- Her First Biscuits, regia di David W. Griffith (1909)
- A Convict's Sacrifice, regia di David W. Griffith (1909)
- Mrs. Jones' Lover, regia di David W. Griffith (1909)
- A Fair Exchange, regia di David W. Griffith (1909)
- In the Watches of the Night, regia di David W. Griffith (1909)
- What's Your Hurry?, regia di David W. Griffith (1909)
- Two Women and a Man, regia di David W. Griffith (1909)
- A Midnight Adventure, regia di David W. Griffit (1909)
- The Woman from Mellon's, regia di David W. Griffith (1910)
- His Last Burglary, regia di David W. Griffith (1910)
- Taming a Husband (1910)
- The Final Settlement (1910)
- The Newlyweds (1910)
- Thou Shalt Not, regia di David W. Griffith (1910)
- The Way of the World, regia di David W. Griffith - cortometraggio (1910)
- Ramona, regia di David W. Griffith (1910)
- A Victim of Jealousy, regia di David W. Griffith (1910)
- A Midnight Cupid, regia di David W. Griffith (1910)
- A Flash of Light, regia di David W. Griffith (1910)
- The Usurer, regia di David W. Griffith (1910)
- A Summer Idyll (1910)
- The Message of the Violin (1910)
- Two Little Waifs (1910)
- A Plain Song (1910)
- Turning the Tables, regia di Frank Powell (1910)
- Winning Back His Love (1910)
- The Two Paths (1911)
- His Trust (1911)
- His Trust Fulfilled (1911)
- Fate's Turning (1911)
- Sunshine Through the Dark (1911)
- The Failure, regia di David W. Griffith (1911)
- The Baby and the Stork (1912)
- A Tale of the Wilderness (1912)
- For His Son, regia di David W. Griffith (1912)
- A Blot on the 'Scutcheon (1912)
- A Sister's Love, regia di D.W. Griffith (1912)
- A Siren of Impulse (1912)
- A String of Pearls, regia di D.W. Griffith (1912)
- The Girl and Her Trust (1912)
- Iola's Promise, regia di David W. Griffith – cortometraggio (1912)
- The Root of Evil, regia di D.W. Griffith  (1912)
- The Goddess of Sagebrush Gulch, regia di David W. Griffith (1912)
- The Female of the Species, regia di D.W. Griffith  (1912)
- One Is Business, the Other Crime (1912)
- His Lesson, regia di D.W. Griffith  (1912)
- When Kings Were the Law (1912)
- An Outcast Among Outcasts (1912)
- An Indian Summer (1912)
- Heaven Avenges (1912)
- Black Sheep, regia di D.W. Griffith, Wilfred Lucas (1912)
- A Chance Deception (1913)
- Near to Earth, regia di D.W. Griffith (1913)
- The Sheriff's Baby, regia di D.W. Griffith (1913)
- The Little Tease, regia di D.W. Griffith (1913)
- The House of Darkness, regia di D.W. Griffith (1913)
- A Cure for Suffragettes, regia di Edward Dillon (1913)
- As It Might Have Been, regia di Dell Henderson (1914)
- Classmates, regia di James Kirkwood (1914)
- The Second Commandment, regia di Kenean Buel (1915)
- Princess Romanoff, regia di Frank Powell (1915)
- Gambler's Advocate James Kirkwood (1915)
- The District Attorney, regia di Barry O'Neil (1915)
- Dr. Rameau, regia di Will S. Davis (1915)
- The Song of Hate, regia di J. Gordon Edwards (1915)
- The Little Gypsy, regia di Oscar Apfel (1915)
- The Broken Law, regia di Oscar Apfel (1915)
- A Soldier's Oath, regia di Oscar Apfel (1915)
- Fighting Blood, regia di Oscar Apfel (1916)
- The Bondman, regia di Edgar Lewis (1916)
- A Man of Sorrow, regia di Oscar Apfel (1916)
- Sins of Men, regia di James Vincent (1916)
- Sporting Blood, regia di Bertram Bracken (1916)
- The Rainbow, regia di Ralph Dean (1917)
- The Accomplice, regia di Ralph Dean (1917)
- The Final Payment, regia di Frank Powell (1917)
- Les Misérables, regia di Frank Lloyd (1917)
- Little Women, regia di Harley Knoles (1918)
- The Great Shadow, regia di Harley Knoles (1920)
- The Wild Goose, regia di Albert Capellani (1921)

### Televisione
- General Electric Theater – serie TV, episodio 4x22 (1956)